# Національна бібліотека Малайзії
Національна бібліотека Малайзії (малай. Perpustakaan Negara Malaysia) — головна наукова бібліотека Малайзії. Заснована 1956 року в Куала-Лумпурі.

## Короткий опис
Бібліотека координує та контролює роботу інших бібліотек, видає довідково-бібліографічні покажчики, веде зведений загальнонаціональний каталог книг. Отримує обов'язковий примірник всіх публікацій видавництв країни. При бібліотеці діє Центр малайських манускриптів.
У фонді понад 1,4 млн томів, зокрема 2469 стародавніх малайських рукописів. Тут зберігається примірник давньомалайського епосу «Повість про Ханг Туана» (XVII століття), що включена до списку ЮНЕСКО «Пам'ять світу».
Нова будівля, споруджена 1994 року за проектом архітекторів Ікмала Хашима Албакрі та Віктора Чю, має форму малайського головного убору (малай. tengkolok).